# Cultura di Samara
La cultura di Samara fu una cultura neolitica della fine del VI e l'inizio del V millennio a.C. diffusasi nella regione di Samara, nei pressi del Volga. Questa cultura venne scoperta durante degli scavi archeologici nel 1973 effettuati nelle vicinanze del villaggio di S"ezžee (Съезжее) in Russia.

## Urheimat proto-indoeuropea
La cultura di Samara, e quelle successive di Chvalynsk e di Jamna, avevano approssimativamente la stessa estensione geografica. Marija Gimbutas fu una delle prime studiose a guardare a quest'area come l'Urheimat (patria) delle lingue indoeuropee, ipotizzando che le locali culture dell'eneolitico fossero da attribuire ai primi Indoeuropei.
I tipici Kurgan, le grandi sepolture a tumulo delle steppe, apparvero nelle epoche successive all'eneolitico ma ci sono delle evidenze che testimoniano la loro fase iniziale.

## Sepolture
Le sepolture erano del tipo a fossa, poco profonda, dove il cadavere veniva inumato solitamente singolarmente anche se vi sono dei casi di sepoltura collettiva con due o tre corpi. Queste sepolture erano occasionalmente coperte da delle pietre o da un piccolo cumulo di terra, che può essere considerato l'antenato dei kurgan.

## Cultura materiale

### Ceramiche
Le ceramiche consistono principalmente in vasi a forma ovale con dei bordi molto pronunciati. Erano decorate da vari motivi circolari: linee, zig-zag o linee ondulate e incisioni, che si ipotizza fossero dei simboli solari.

### Armi
Nelle tombe sono stati rinvenuti pugnali ben lavorati in pietra o di osso che venivano posti accanto al braccio o alla testa del defunto. Altre armi comprendono punte di lancia in osso e punte di freccia in pietra.